# 落合野田線
落合野田線（おちあいのだせん）は、かつて樺太に存在した樺太庁道であり、豊栄郡落合町から真岡郡野田町を結ぶ道路として計画されていたが全線開通することなくソ連軍に占領された。

## 概要
- 落合町側は上美保地区までは開通していた。
- 野田町側はほとんど開通していなかった。

## 経由地
- 豊栄郡落合町 - 真岡郡野田町

## 接続道路
- 豊栄郡落合町
  - 大泊国境線

- 本斗郡本斗町
  - 本斗安別線